# Puy-Saint-Vincent
Pour les articles homonymes, voir Saint-Vincent.
Puy-Saint-Vincent est une commune française située dans le département des Hautes-Alpes, en région Provence-Alpes-Côte d'Azur.

## Géographie

### Localisation
Puy-Saint-Vincent est un village dominant la vallée de Vallouise, aux portes du parc national des Écrins.

### Géologie et relief
Puy-Saint-Vincent est située à environ 1 400 mètres d'altitude. Il s'agit de la seule commune de la vallée située en hauteur à l'ubac.

### Climat
Pour des articles plus généraux, voir Climat de Provence-Alpes-Côte d'Azur et Climat des Hautes-Alpes.
En 2010, le climat de la commune est de type climat de montagne, selon une étude du Centre national de la recherche scientifique s'appuyant sur une série de données couvrant la période 1971-2000. En 2020, Météo-France publie une typologie des climats de la France métropolitaine dans laquelle la commune est exposée à un climat de montagne ou de marges de montagne et est dans la région climatique Alpes du sud, caractérisée par une pluviométrie annuelle de 850 à 1 000 mm, minimale en été.
Pour la période 1971-2000, la température annuelle moyenne est de 7,4 °C, avec une amplitude thermique annuelle de 16,8 °C. Le cumul annuel moyen de précipitations est de 937 mm, avec 7,7 jours de précipitations en janvier et 6,9 jours en juillet. Pour la période 1991-2020, la température moyenne annuelle observée sur la station météorologique de Météo-France la plus proche, « Pelvoux », sur la commune de Vallouise-Pelvoux à 4 km à vol d'oiseau, est de 8,3 °C et le cumul annuel moyen de précipitations est de 928,7 mm. 
La température maximale relevée sur cette station est de 36,8 °C, atteinte le 23 août 2023 ; la température minimale est de −21,8 °C, atteinte le 7 mars 1971,,.
Les paramètres climatiques de la commune ont été estimés pour le milieu du siècle (2041-2070) selon différents scénarios d'émission de gaz à effet de serre à partir des nouvelles projections climatiques de référence DRIAS-2020. Ils sont consultables sur un site dédié publié par Météo-France en novembre 2022.

### Voies de communication et transports
À proximité de Briançon (à une vingtaine de minutes), et proche de la gare de L'Argentière-la-Bessée à une dixaine de minutes.

## Urbanisme

### Typologie
Au 1er janvier 2024, Puy-Saint-Vincent est catégorisée commune rurale à habitat dispersé, selon la nouvelle grille communale de densité à 7 niveaux définie par l'Insee en 2022.
Elle est située hors unité urbaine et hors attraction des villes,.

### Occupation des sols
L'occupation des sols de la commune, telle qu'elle ressort de la base de données européenne d’occupation biophysique des sols Corine Land Cover (CLC), est marquée par l'importance des forêts et milieux semi-naturels (90,2 % en 2018), en diminution par rapport à 1990 (92,6 %). La répartition détaillée en 2018 est la suivante : 
forêts (47,7 %), espaces ouverts, sans ou avec peu de végétation (25,3 %), milieux à végétation arbustive et/ou herbacée (17,2 %), zones urbanisées (4 %), prairies (4 %), espaces verts artificialisés, non agricoles (1,3 %), zones agricoles hétérogènes (0,6 %).
L'évolution de l’occupation des sols de la commune et de ses infrastructures peut être observée sur les différentes représentations cartographiques du territoire : la carte de Cassini (XVIIIe siècle), la carte d'état-major (1820-1866) et les cartes ou photos aériennes de l'IGN pour la période actuelle (1950 à aujourd'hui).

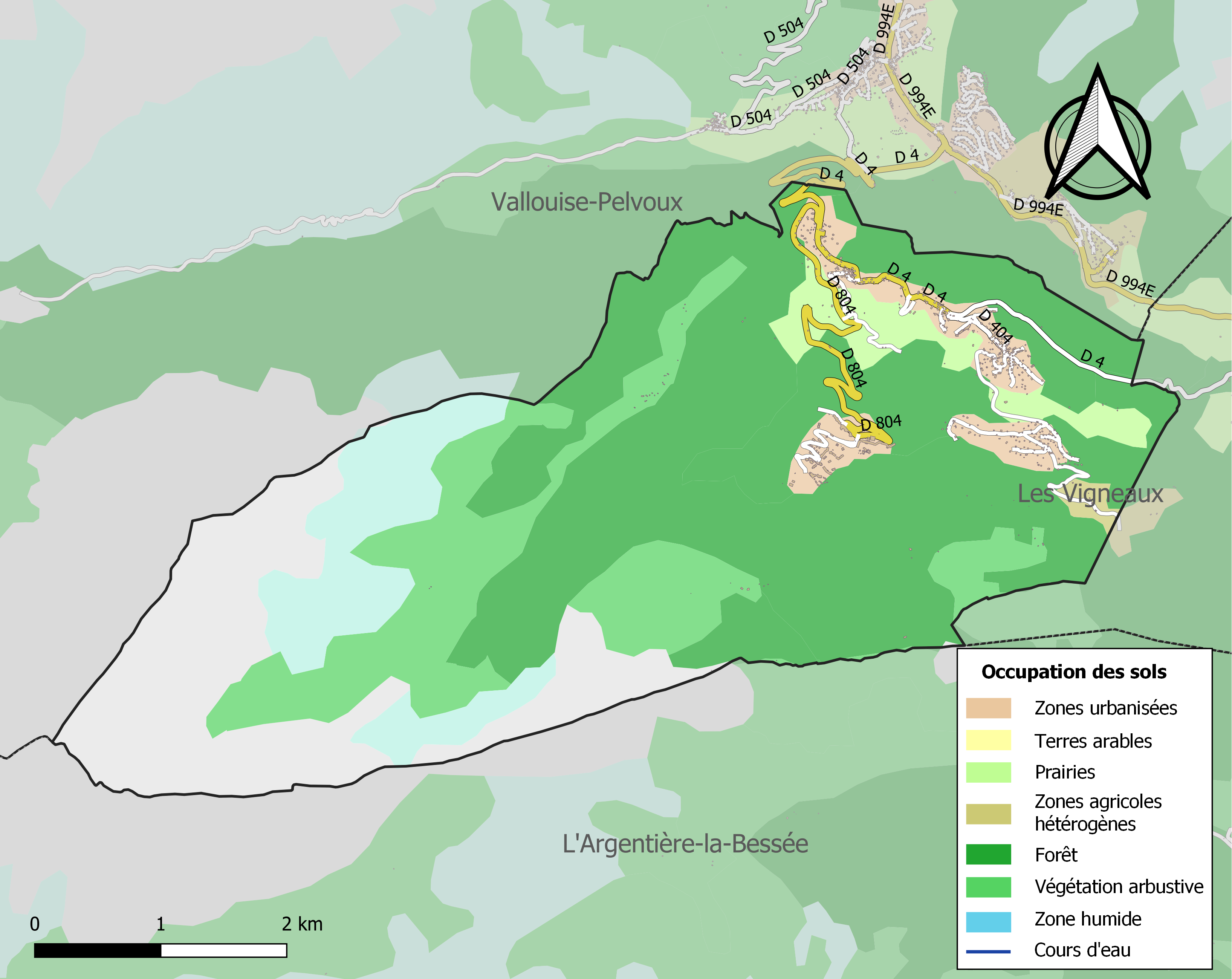
Carte de l'occupation des sols de la commune en 2018 (CLC).

### Logement
La commune au sein de la vallée de la Vallouise a vu son parc de logement fortement augmenter avec le développement de la station de ski, passant de 2427 en 1968 (pour 65% de résidences principales et 13% de logements vacants) à 9044 en 2019. Les résidences secondaires sont majoritaires (61%) et le taux de vacances faibles (4.8% pour le pays des écrins mais 0.4% sur la commune)

## Toponymie

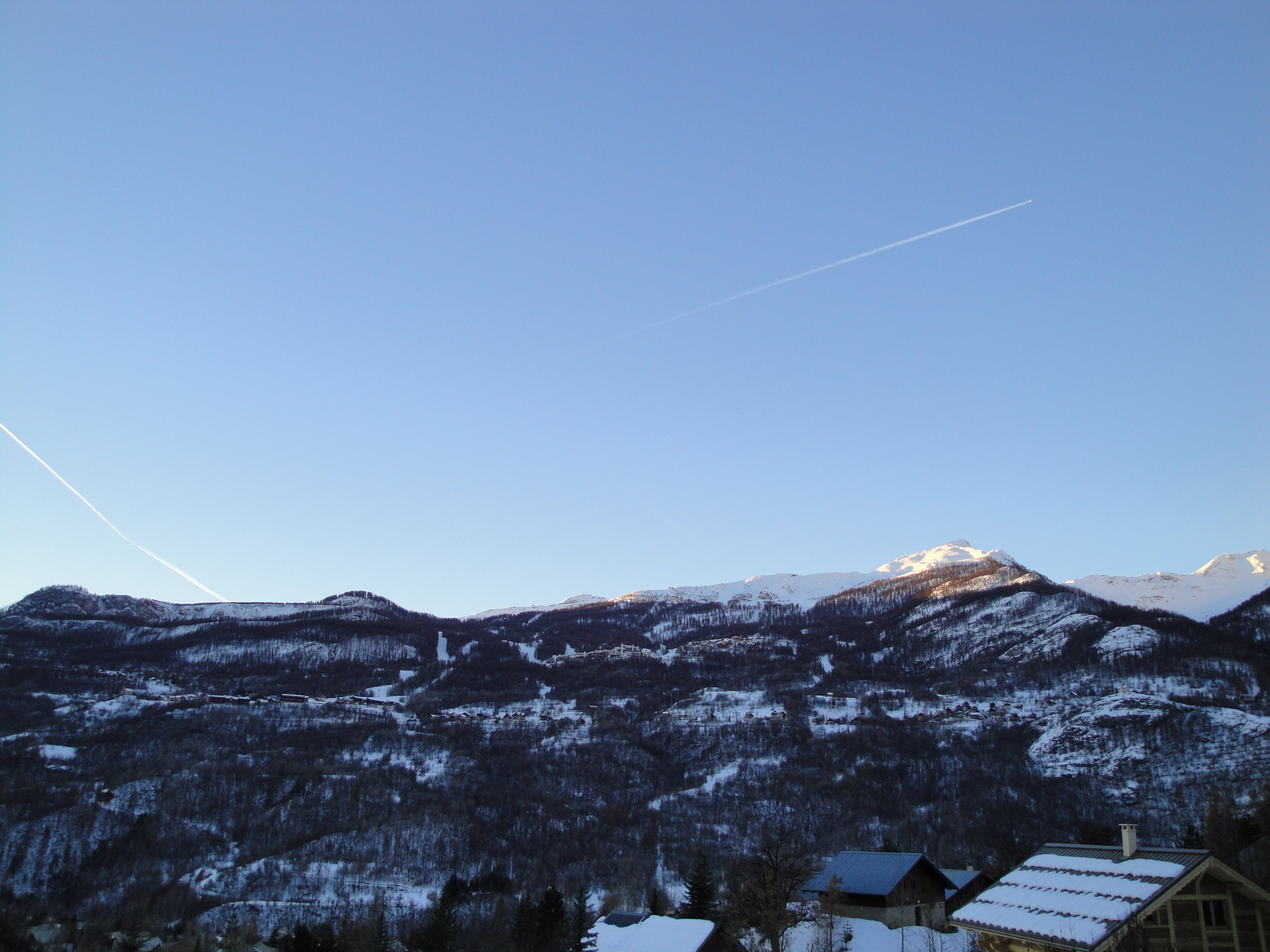
Vue globale de la station de Puy Saint Vincent depuis la Casse à Vallouise.

Le nom de la localité est attesté sous sa forme latine Podium en 1380, puis avec plus de précisions avec Podium Sanctii Vicentii en 1472.
Comme pour tous les autres Puys de la région et du département.
Auparavant, le village se nommait Puy-Saint-Romain, du nom de la première chapelle du village (article Saint Romain). Au XVe siècle, il devient Puy-Saint-Vincent en l’honneur de Vincent Ferrier, frère dominicain, venu combattre l’hérésie vaudoise dans la vallée de la Vallouise. Ayant réussi sa mission, les habitants l’auraient remercié en renommant le village en son nom (la chapelle Saint-Vincent, antérieure, était dédiée à saint Vincent de Saragosse et non à saint Vincent Ferrier).
Puei Sant Vincent en occitan.

## Histoire

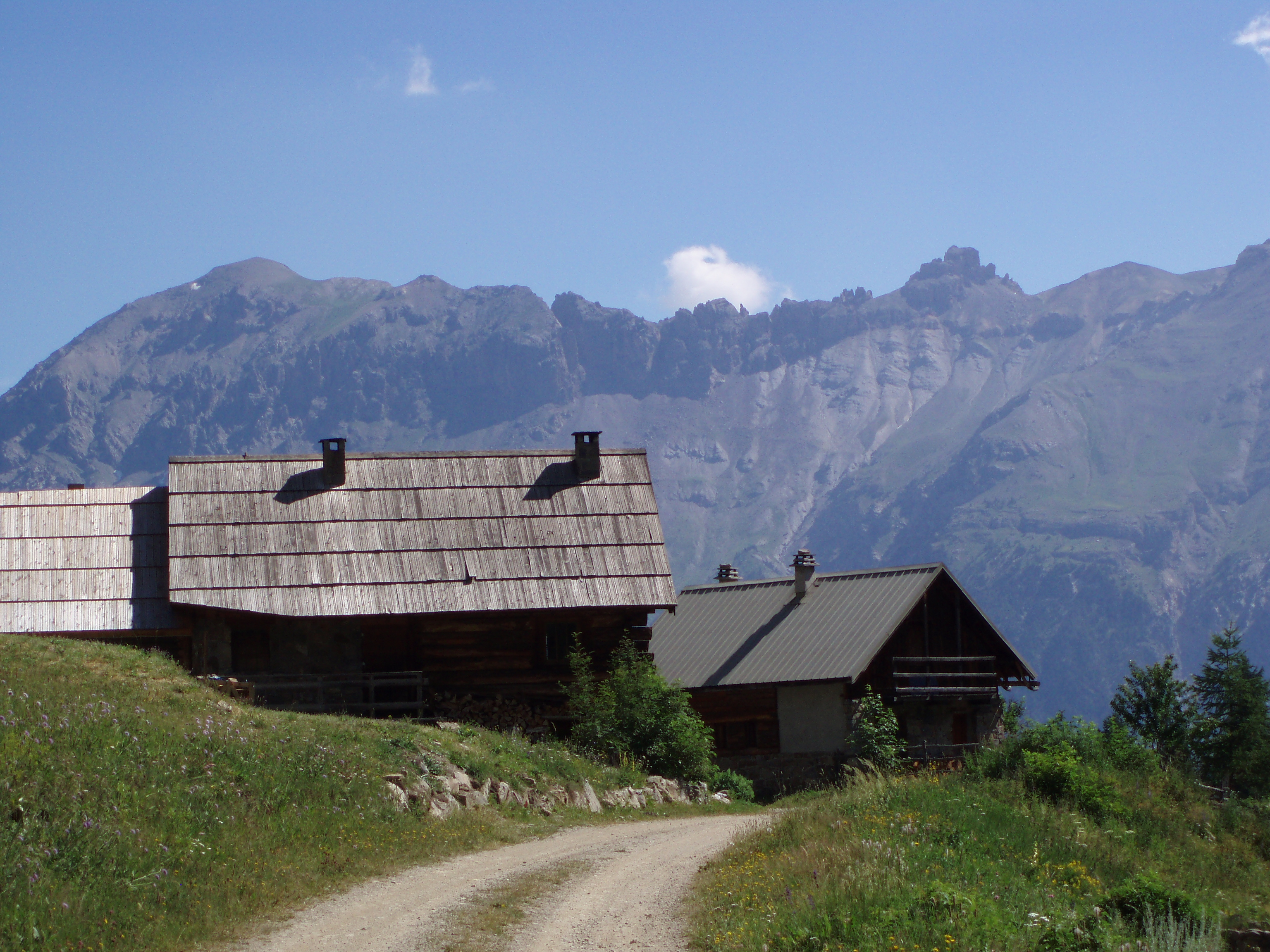
Hameaux de Narreyroux avec vue sur la Tête des Lauzières en face.

1968 marque la création de la station de sports d’hiver au hameau des Prés (station - village 1 400 m). En 1974 est construite la station à 1 600 m et de nouvelles remontées mécaniques. Aujourd'hui la commune compte 33 pistes de ski alpin et 75 kilomètres de pistes.

## Politique et administration

### Liste des maires
| Période                                  | Période      | Identité          | Étiquette | Qualité                                                  |
| ---------------------------------------- | ------------ | ----------------- | --------- | -------------------------------------------------------- |
| Les données manquantes sont à compléter. |              |                   |           |                                                          |
| avant 1981                               | ?            | Clément Authier   | DVG       |                                                          |
| mars 2001                                | mars 2014    | Marcel Chaud      |           |                                                          |
| avril 2014                               | juillet 2020 | Michel Engilberge |           | Retraité des artisans, commerçants et chefs d'entreprise |
| juillet 2020                             | En cours     | Marcel Chaud,     |           |                                                          |

## Population et société

### Démographie

#### Évolution démographique
L'évolution du nombre d'habitants est connue à travers les recensements de la population effectués dans la commune depuis 1800. Pour les communes de moins de 10 000 habitants, une enquête de recensement portant sur toute la population est réalisée tous les cinq ans, les populations de référence des années intermédiaires étant quant à elles estimées par interpolation ou extrapolation. Pour la commune, le premier recensement exhaustif entrant dans le cadre du nouveau dispositif a été réalisé en 2006.

En 2022, la commune comptait 270 habitants, en évolution de −4,93 % par rapport à 2016 (Hautes-Alpes : +0,4 %, France hors Mayotte : +2,11 %).
| 1800 | 1806 | 1821 | 1831 | 1836 | 1841 | 1846 | 1851 | 1856 |
| ---- | ---- | ---- | ---- | ---- | ---- | ---- | ---- | ---- |
| 789  | 827  | 769  | 809  | 817  | 790  | 813  | 804  | 817  |

| 1861 | 1866 | 1872 | 1876 | 1881 | 1886 | 1891 | 1896 | 1901 |
| ---- | ---- | ---- | ---- | ---- | ---- | ---- | ---- | ---- |
| 782  | 771  | 735  | 714  | 685  | 620  | 586  | 587  | 591  |

| 1906 | 1911 | 1921 | 1926 | 1931 | 1936 | 1946 | 1954 | 1962 |
| ---- | ---- | ---- | ---- | ---- | ---- | ---- | ---- | ---- |
| 523  | 508  | 405  | 349  | 315  | 313  | 199  | 152  | 142  |

| 1968 | 1975 | 1982 | 1990 | 1999 | 2006 | 2011 | 2016 | 2021 |
| ---- | ---- | ---- | ---- | ---- | ---- | ---- | ---- | ---- |
| 117  | 171  | 298  | 235  | 267  | 285  | 292  | 284  | 280  |

| 2022 | - | - | - | - | - | - | - | - |
| ---- | - | - | - | - | - | - | - | - |
| 270  | - | - | - | - | - | - | - | - |

#### Pyramide des âges
En 2021, le taux de personnes d'un âge inférieur à 30 ans s'élève à 31,9 %, soit au-dessus de la moyenne départementale (28,5 %). À l'inverse, le taux de personnes d'âge supérieur à 60 ans est de 33,9 % la même année, alors qu'il est de 33,2 % au niveau départemental.
En 2021, la commune comptait 154 hommes pour 126 femmes, soit un taux de 55,00 % d'hommes, largement supérieur au taux départemental (48,71 %).
Les pyramides des âges de la commune et du département s'établissent comme suit :
| Hommes | Classe d’âge | Femmes |
| ------ | ------------ | ------ |
| 0,0    | 90 ou +      | 1,6    |
| 11,2   | 75-89 ans    | 8,8    |
| 20,2   | 60-74 ans    | 26,6   |
| 17,5   | 45-59 ans    | 17,9   |
| 16,1   | 30-44 ans    | 17,0   |
| 14,1   | 15-29 ans    | 10,8   |
| 20,9   | 0-14 ans     | 17,3   |

| Hommes | Classe d’âge | Femmes |
| ------ | ------------ | ------ |
| 1      | 90 ou +      | 2,5    |
| 9      | 75-89 ans    | 11,6   |
| 20,9   | 60-74 ans    | 21,2   |
| 21,3   | 45-59 ans    | 20,8   |
| 17,4   | 30-44 ans    | 17,1   |
| 14,3   | 15-29 ans    | 12,1   |
| 16,1   | 0-14 ans     | 14,7   |

### Enseignement
Une école maternelle et primaire est ouverte à Puy Saint Vincent.

### Sports
Les 33 pistes sont assez variées, mais généralement nettement plus raides que dans la moyenne des autres stations. On peut admirer depuis les pistes des panoramas sur le massif des Écrins et en particulier le Pelvoux. Le domaine de la station offre aussi beaucoup de possibilités d'évolution en hors piste, que ce soit en bordure de pistes, dans les bois ou en s'éloignant plus de la station comme dans le vallon de Narreyroux. Dernièrement de nombreux changements ont été effectués sur les remontées mécaniques, permettant de les moderniser et de les fluidifier. Plusieurs nouveaux télésièges ont été construits ces dernières années, remplaçant chacun un ou plusieurs téléskis.
La pratique du ski de fond est très diverse. Les pistes s'éloignent très rapidement de la station et des pistes de ski alpin, se dirigeant souvent vers des lieux très sauvages, comme le col de la Pousterle. De nombreux itinéraires de ski nordique existent aussi au fond de la vallée, comme au départ de Vallouise par exemple avec la piste de la vallée de l'Onde.
En été, le domaine permet la pratique sur des pistes balisées du VTT et VTT de descente.

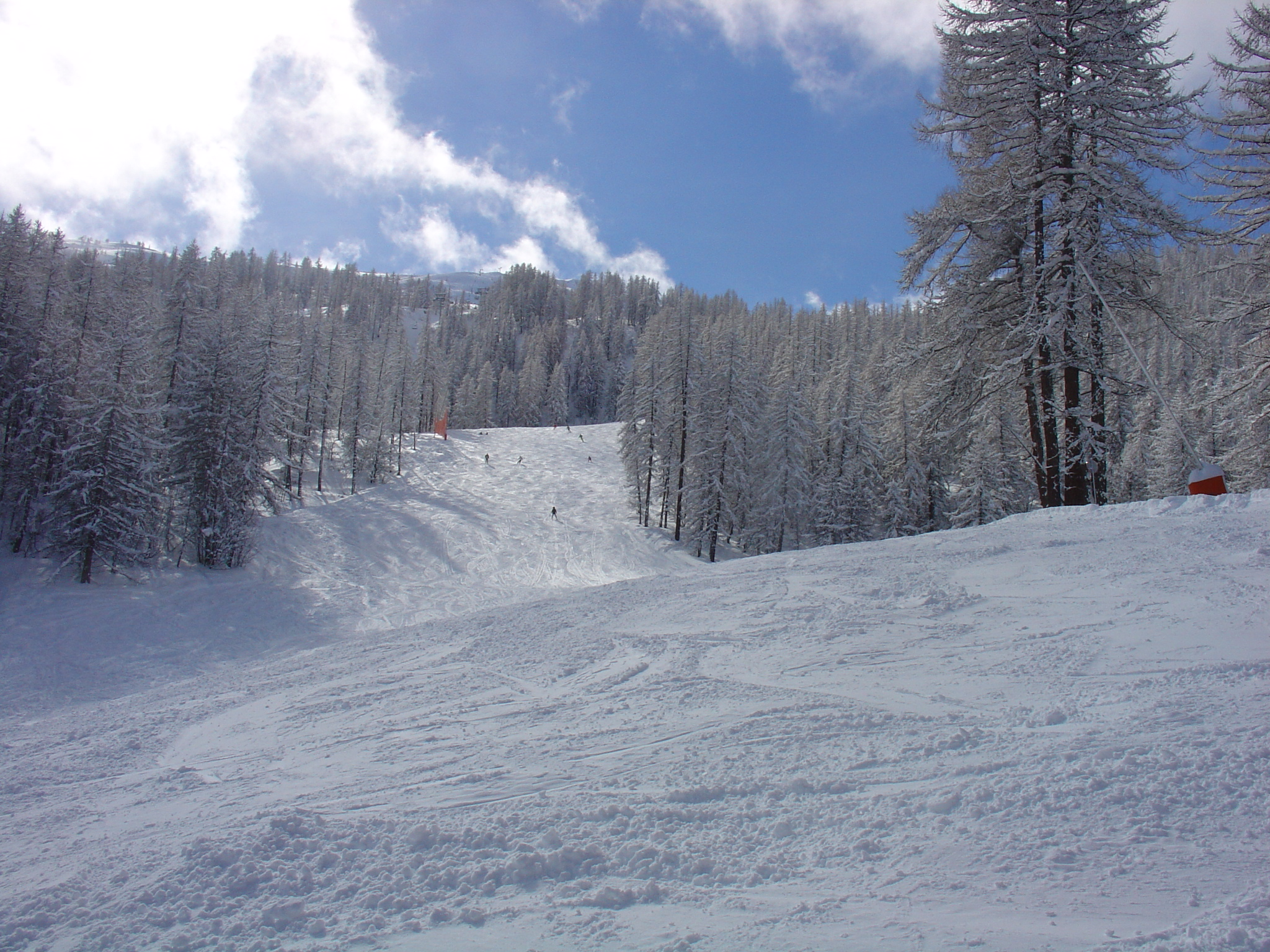
La piste du clos d'aval, reliant les secteurs 2000 et 1600.
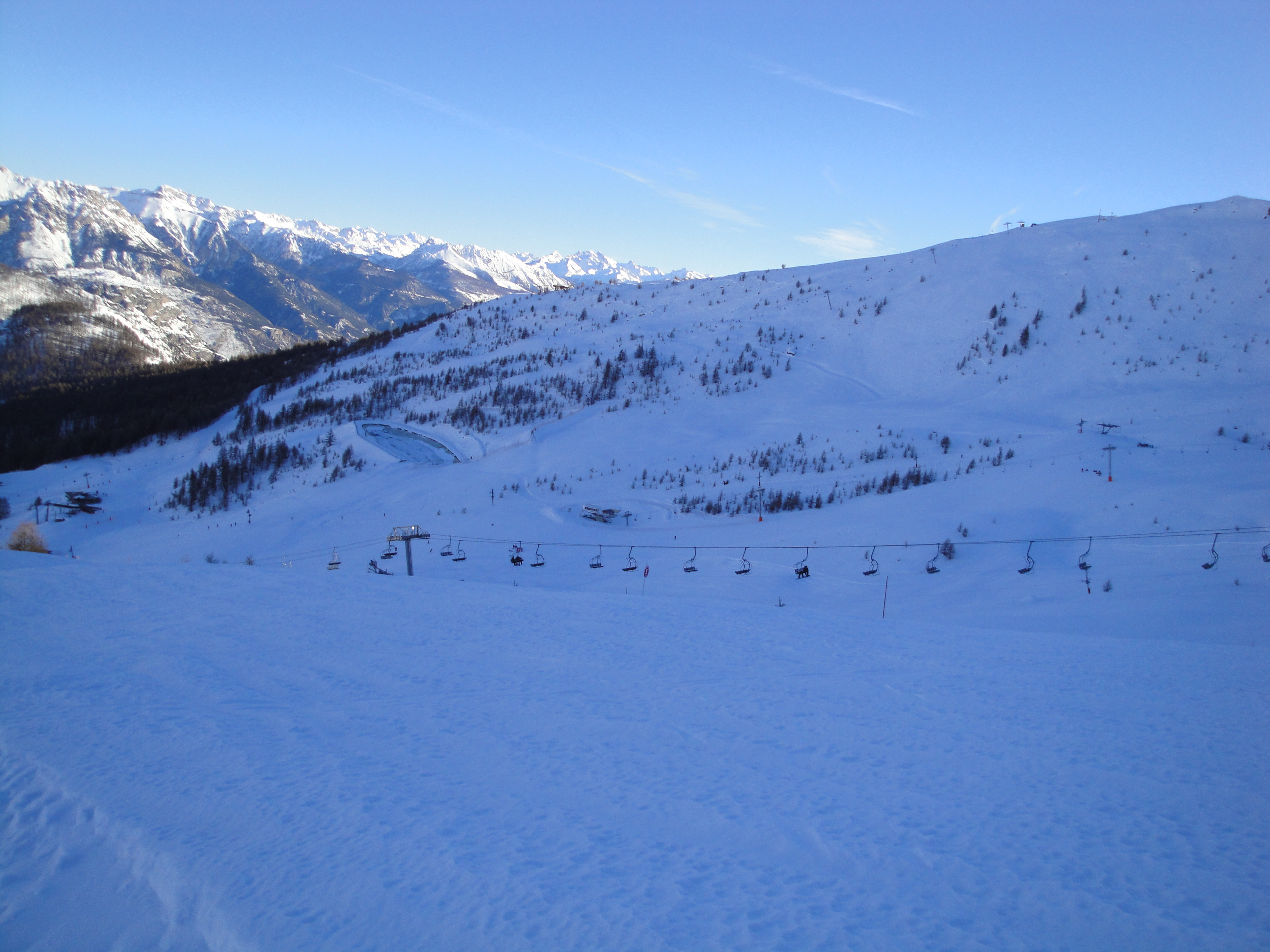
Vue de la "station 2000" à Puy-Saint-Vincent depuis la piste des coqs.
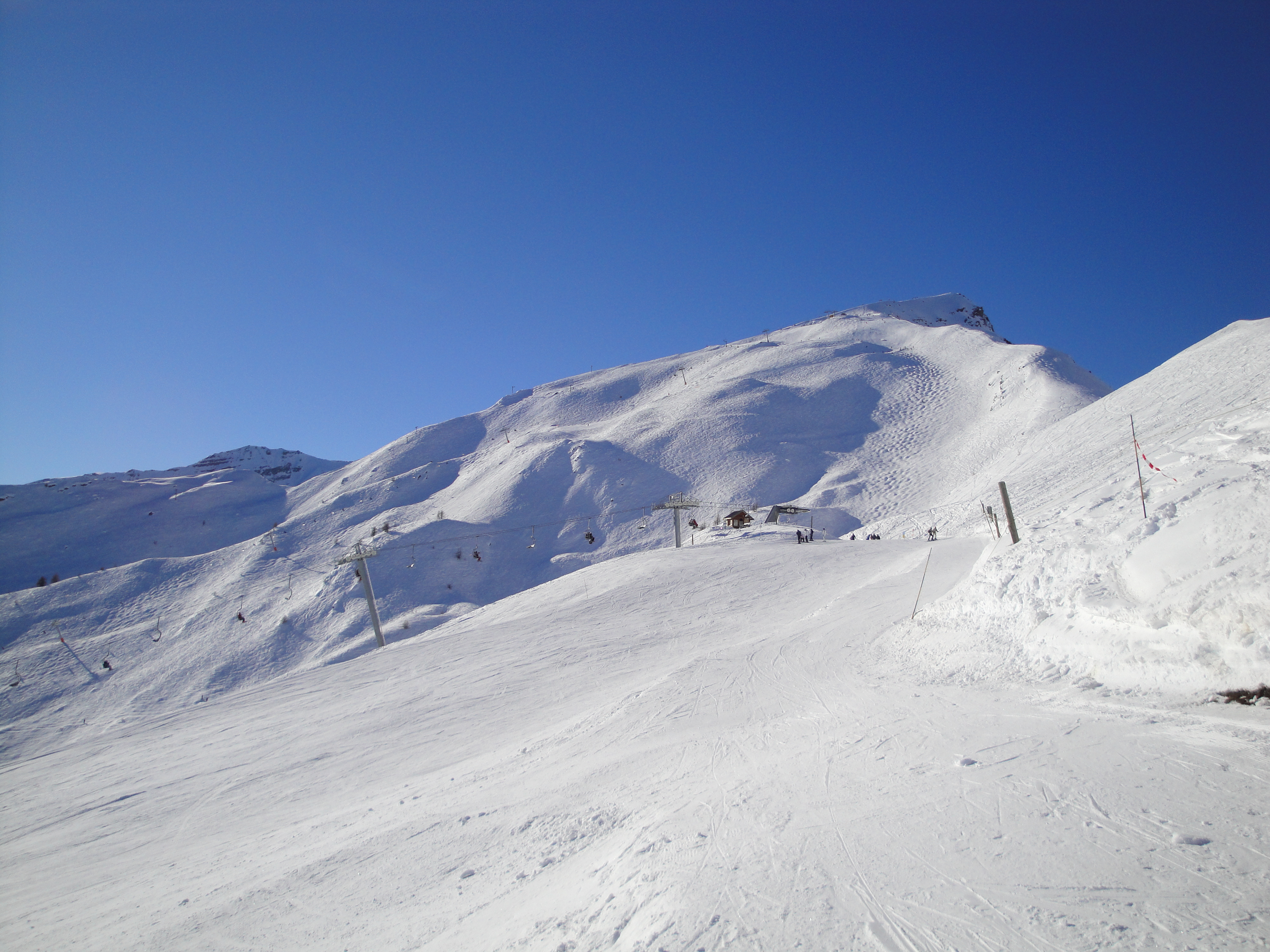
La Pendine (sommet des pistes à 2700 mètres) vue depuis le sommet du télésiège des Lauzes.
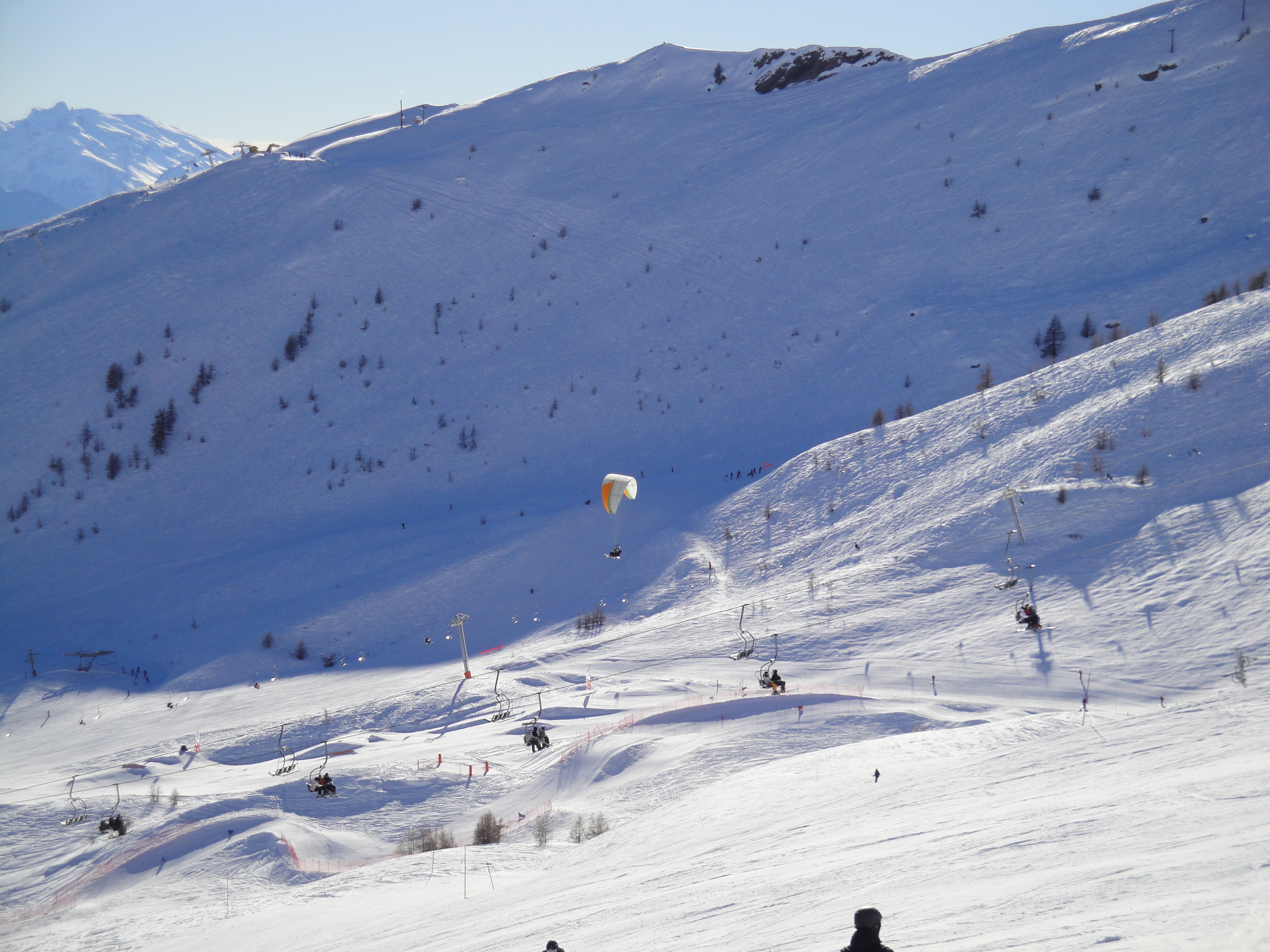
Un parapente survole les pistes.

## Remontées Mécaniques

### Télésièges
Il y a trois télésièges débrayables et cinq télésièges fixes. La particularité du télésiège débrayable est qu'il va vite et qu'il ralentit au départ et à l'arrivée. Le télésiège le plus ancien était le télésiège de la Crête des Bans construit en 1985 par Montaz Mautino, c'était un télésiège débrayable 4 places. Celui-ci a été remplacé par un télésiège 6 places Doppelmayr, durant l’été 2018. Le tracé est quasiment identique, hormis le fait que le départ ait été déplacé plus en aval.
Deux nouveaux télésièges sont venus compléter celui-ci en 2000 avec le télésiège de la Bergerie qui remplace un télécabine du même nom construite au même endroit en 1975 (une construction de Weber). Et le télésiège des Près qui remplace quatre appareils de première génération a été construit en 2005. L'été, le télésiège des Prés est adapté pour permettre la remontée des VTT. Les deux appareils sont construits par la marque autrichienne Doppelmayr.
Au niveau des télésièges fixes, il reste un télésiège datant de 1980 construit par Montaz Mautino il s'agit du télésiège de l'escapade. Le secteur 2000 a été totalement réaménagé entre 2007 et 2014 permettant la mise en conformité des appareils. Pour la totalité des appareils le constructeur n'est autre que le Français Gimar Montaz Mautino.
Le télésiège des Lauzes remplace deux téléskis parallèles, il a été construit en 2007.
Le télésiège de la Pendine remplace le télésiège du même nom qui s'y trouvait depuis 1981, il a été raccourci par rapport à l'ancien appareil. Le télésiège du Rocher Noir remplace le téléski du même nom construit en 1974 et dont les pentes à plus de 60 % ne permettaient pas une forte fréquence. Ces deux télésièges ont été construits en 2010.
Le télésiège des Bruyères remplace le téléski du même nom de type Poma. Son arrêt a été fixé où se trouvait celui du premier télésiège de la Pendine. Il a été construit en 2014.

### Téléskis
Actuellement le téléski le plus ancien de la station est le téléski de la Draille construit en 1970. Il a été rénové et raccourci de plusieurs dizaines de mètres en 2012. Il a finalement été démonté lors de l'été 2021.

## Culture locale et patrimoine

### Lieux et monuments
Les hameaux de Puy-Saint-Vincent sont parsemés d’éléments patrimoniaux civils et religieux. Certains bâtiments se visitent (chapelles, fours…), d’autres portent encore des traces de leur évolution (une roue de moulin, une poulie au balcon…). Le hameau de Narreyroux est composé de quelques chalets et de la chapelle Notre-Dame-de-Narreyroux, datant du XVIIe siècle et récemment restaurée.

#### ChapelleSaint-Romain(XIIesiècle, inscrit monument historique)[17]
Édifiée sur un promontoire rocheux dominant toute la vallée, il s’agit d’une des plus anciennes chapelles de la Vallouise.
Jusqu’au XVe siècle, cette chapelle fut sans doute l’unique église du village auquel elle donna son premier nom, Puy-Saint-Romain.
Très remaniée au cours des siècles, la chapelle Saint-Romain fut restaurée en 1977/1978 et réhabilitée en Musée de la vie agricole d’autrefois et lieu d’expositions temporaires.
Sources : site Internet de la mairie de Puy-Saint-Vincent

#### Chapelle Saint-Vincent(XVesiècle, classée monument historique)[18]
Dédiée à saint Vincent, cette petite chapelle de pèlerinage n'a pas été élevée après la venue de Vincent Ferrier (un missionnaire dominicain venu en Vallouise vers 1399/1403 afin de prêcher la bonne parole aux nombreux Vaudois, considérés alors comme des hérétiques par l’Église catholique). Elle n'est donc pas nommée d'après lui, contrairement à ce qui est souvent affirmé, (il n'a été canonisé qu'après sa construction). Cette chapelle liée à saint Vincent de Saragosse, dont la vie est reprise sur toute la partie nord, des superbes fresques du XVe siècle, dégagées et restaurées en 1978/1979. Par ailleurs, on retrouve divers personnages représentés sur les autres murs : saint Antoine (sa tentation), le Christ lors du repas chez Simon, avec Marie Madeleine qui lui oint les pieds sous la table.

#### Église Sainte-Marie-Madeleine(XVIesiècle)[19]
Située sur un tertre rocheux dominant la vallée de la Vallouise, elle abrita la Confrérie des Pénitents noirs des Prés, qui y siégeait à la tribune.
En 2000, la découverte de peintures murales de la fin du XVIIe siècle ayant servi de décor intérieur entraîna leur complète restauration.
À l’extérieur, deux cadrans solaires datés de 1718 ont également été restaurés : ceux-ci comptent parmi les plus anciens des Hautes-Alpes.

#### Chapelle Saint-Roch(XVIIesiècle)[20]
Située à l’entrée du hameau des Prés et surplombant l’ancienne unique route d’accès à Puy-Saint-Vincent, la chapelle Saint-Roch fut édifiée vers 1630, à l’époque d’une effroyable épidémie de peste qui ravageait les Hautes-Alpes.
Placée sous le vocable du patron des pestiférés, elle était censée protéger le village des maladies contagieuses importées par les marchands et soldats venant de l’extérieur.
À l’abandon depuis les années 1960, cette minuscule église (15 m²) est réhabilitée depuis 1998 en une exposition ayant pour thème « La Peste et les Pénitents ».

#### Église Sainte-Marthe(XIXesiècle)[21]
Au cœur du vieux Puy-Saint-Vincent, l’église Sainte-Marthe dresse fièrement son clocher au-dessus des bâtisses qui l’entourent.
C’est l’église la plus récente du village comme le prouve la date de 1817 inscrite au sommet de la façade d’entrée.
À l’intérieur, des bannières, lanternes et autres bâtons de processions indiquent la présence d’une confrérie de Pénitents blancs, en activité jusqu’à l’entre-deux guerres.
- Chapelle Notre-Dame de Narreyroux.
- Chapelle Saint-Jacques de Puy-Saint-Vincent.

### Personnalités liées à la commune
- Alain Darchy, grand reporter à TF1, connu notamment pour ses reportages sur la France « profonde » et les petits métiers, décédé le 5 janvier 2006, était très attaché à Puy-Saint-Vincent, où il venait très fréquemment.
- Pierre Vaultier, snowboardeur français, spécialiste du cross.
- Elisabeth Chaud, skieuse de Puy-Saint-Vincent vainqueur d'une course en coupe du monde de slalom géant (1982).
- Marianne Chaud, ethnologue, spécialiste de l'Inde et du Zanskar en particulier.
- L'equipe de la sitcom à succès "Maguy" avait également tourné l'épisode 151 de la série, à Puy-Saint-Vincent intitulé                               Ski m'aime me suive avec Rosy Varte , Jean Marc Thibault , Marthe Villalonga, Henri Garcin ainsi que Gérard Holtz et la participation exceptionnelle de Elisabeth Chaud.

### Héraldique, logotype et devise
| Blason de Puy-Saint-Vincent | Blason  | D'argent au chamois de sable arrêté sur un mont de sinople issant de la pointe. |
| Blason de Puy-Saint-Vincent | Détails | Le statut officiel du blason reste à déterminer.                                |